# Monitoramento eleitoral
O monitoramento eleitoral é a observação de uma eleição por um ou mais partidos independentes, normalmente de outro país ou organização não governamental (ONG), principalmente para avaliar a condução de um processo eleitoral com base na legislação nacional e nos padrões internacionais de eleição. Existem observadores eleitorais nacionais e internacionais. Os monitores não impedem diretamente a fraude eleitoral, mas registram e relatam tais instâncias. A observação eleitoral examina cada vez mais todo o processo eleitoral por um longo período de tempo, e não apenas os procedimentos no dia das eleições. A legitimidade de uma eleição pode ser afetada pelas críticas dos monitores, desde que eles próprios sejam vistos como imparciais. Um indivíduo notável é freqüentemente nomeado líder honorário de uma organização de monitoramento, em um esforço para aumentar sua própria legitimidade.

## História
A primeira eleição monitorada foi a de um plebiscito de 1857 na Moldávia e na Valáquia (atual Romênia) que foi monitorado pela maioria das principais potências européias. O monitoramento eleitoral era incomum até depois da Segunda Guerra Mundial. As atividades de observação eleitoral expandiram-se significativamente após o final da Guerra Fria, juntamente com o desenvolvimento de padrões internacionais para a realização de eleições democráticas e o processo de monitoramento das eleições por organizações de observação internacionais  e domésticas  .
Nos anos 90, a observação eleitoral internacional se concentrou nas eleições em países com democracias fracas ou democracias em transição. Nos últimos anos, no entanto, tem havido um número crescente de missões de observação em democracias de longa data, incluindo Estados Unidos, França, Reino Unido e Suíça.  

## Organizações

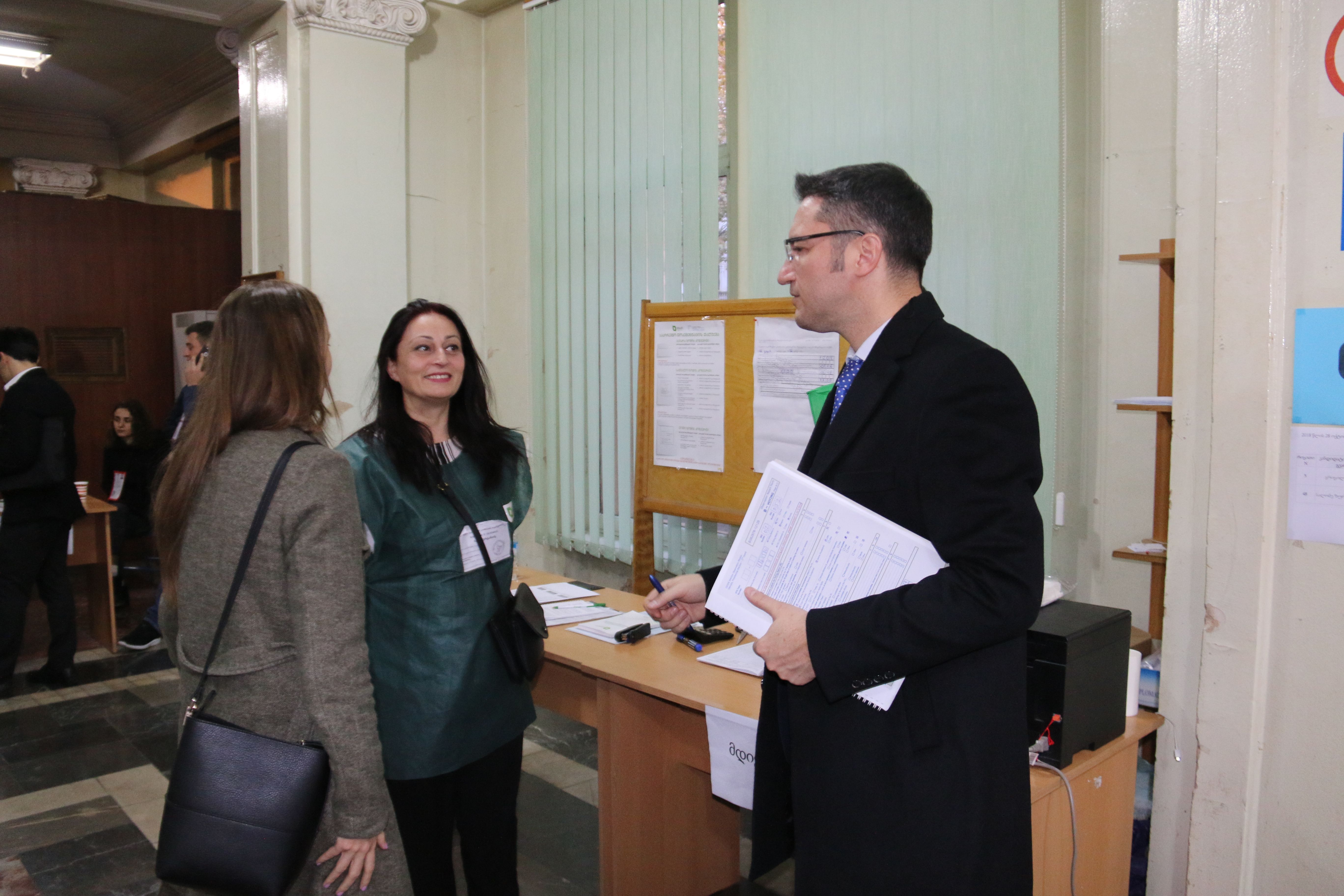
Observadores da OSCE monitorando uma assembleia de voto na Geórgia em 2018.

Organizações internacionais como a Organização dos Estados Americanos, a Organização para Segurança e Cooperação na Europa (OSCE), a União Europeia, o Secretariado da Commonwealth, o Conselho da Europa e a União Africana implantam regularmente equipes de monitoramento. As Nações Unidas não fornecem mais serviços de monitoramento, mas concentram-se na assistência eleitoral. Os governos individuais também participam dos esforços de monitoramento, geralmente sob a égide de uma organização internacional. Esses esforços nacionais são normalmente gerenciados pela comissão eleitoral local. Uma grande variedade de ONGs também participa dos esforços de monitoramento. O Carter Center, por exemplo, desempenhou um papel fundamental - com a Divisão de Assistência Eleitoral das Nações Unidas e o Instituto Nacional Democrata - na construção de consenso sobre um conjunto comum de princípios internacionais para observação de eleições.
A observação internacional é complementada em muitos países por grupos de observadores domésticos.

## Observação Eleitoral Internacional

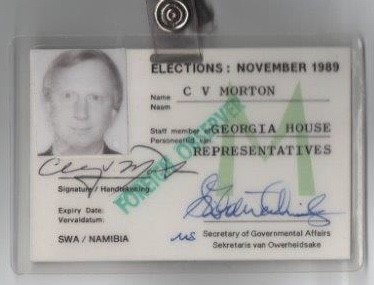
Crachá de identificação do observador internacional de eleições emitido durante as eleições na Namíbia de 1989

As missões internacionais de observação eleitoral, implantadas, por exemplo, pela Comissão Europeia ou pelo Escritório de Instituições Democráticas e Direitos Humanos da OSCE (ODIHR), monitoram todo o processo eleitoral. Especialistas em eleição e observadores de longo prazo começam seu trabalho semanas antes do dia da eleição, analisando o registro do candidato, a estrutura legal, a situação da mídia, o trabalho da administração eleitoral e o ambiente da campanha. No dia da eleição, observadores de curto prazo monitoram a abertura das mesas de voto, o voto expressado e a contagem e tabulação dos resultados. Após o dia das eleições, o observador permanece no país por mais algumas semanas para monitorar como as possíveis deficiências e reclamações relacionadas às eleições são tratadas pela administração eleitoral e pelo judiciário. As conclusões dos observadores são divulgadas em relatórios emitidos após o dia das eleições.

### Observadores de Longo Prazo (LTO)
A maioria das missões de observação envia um pequeno número de monitores de longo prazo (conhecidos como LTOs) por um período de seis a oito semanas. Um número maior de observadores de curto prazo (conhecidos como STOs) entra na missão para a semana final da campanha. Os STOs fornecem principalmente observação quantitativa das assembleias de voto e procedimentos de contagem, com as LTOs fornecendo análise qualitativa e informações contextuais sobre a situação política mais ampla.  
Em alguns casos, a objetividade de alguns observadores internacionais é questionada.

## Observação Eleitoral Doméstica
Além das organizações internacionais que monitoram as eleições, as organizações cidadãs - ou coalizões de organizações - também monitoram as eleições em seu próprio país. A Rede Eleitoral Livre e Justa (FAFEN) no Paquistão é uma coalizão de 42 organizações nacionais da sociedade civil que trabalham juntas para promover eleições justas no Paquistão. O tipo mais comum de monitoramento de eleições domésticas ocorre por meio de observadores de partidos, que são indivíduos partidários que procuram os interesses de seus partidos. As atividades dos grupos de observação partidária no dia das eleições geralmente incluíam o exame dos processos de credenciamento, votação, contagem e tabulações nas unidades de votação durante o dia das eleições.
Existem, no entanto, também numerosos grupos nacionais de observadores não partidários em muitos países.

## Monitoramento de eleições locais e regionais
Embora a maioria das organizações internacionais de observação tenha um mandato para observar as eleições parlamentares, o Congresso do Conselho da Europa, em cooperação com a Comissão de Veneza, é especificamente encarregado de monitorar as eleições locais e regionais e é único nesse sentido. Desde 1990, mais de 50 processos eleitorais foram observados pelo Congresso.
A Estratégia do Congresso sobre observação eleitoral é baseada em três linhas de ação:
- O monitoramento das eleições pelo Congresso deve contribuir para o estabelecimento de estruturas institucionais que cumpram os princípios subjacentes à democracia local, conforme estabelecido na Carta Europeia do Governo Local. À luz disso, o Congresso enfatiza o diálogo pós-eleitoral como parte do trabalho do Congresso sobre o monitoramento da democracia local e regional. O objetivo é melhorar o acompanhamento dado às recomendações adotadas pelo Congresso após as missões de observação eleitoral e facilitar sua implementação.
- O monitoramento das eleições pelo Congresso deve contribuir para promover a conscientização sobre o significado da democracia nos níveis local e regional.
- Fazendo pleno uso do papel único do Congresso no campo da observação eleitoral, também são feitos esforços para aumentar a capacidade operacional das missões de observação eleitoral.